# Магическото число седем плюс или минус две
„Магическото число седем плюс или минус две: Някои ограничения на нашия капацитет за обработка на информацията“ е една от най-цитираните книги в психологията. Публикувана е през 1956 от когнитивния психолог Джордж Милър в Psychological Review. В нея Милър показва интересни съвпадения съществуващи между пропускателната способност на редица човешки когнитивни и перцептуални задачи. Във всеки случай капацитета на ефективната пропускателна способност е еквивалентен на между 5 и 9 равни по трудност избора: средно около 2,5 бита информация. Милър не вади никакви категорични изводи, хипотезирайки, че повтарящите се седмици може да представят нещо дълбоко и проницателно или просто са съвпадение.